# Последња Фермаова теорема
Фермаова последња теорема (позната и као Фермаова велика теорема) је једна од најпознатијих теорема у историји математике. Она тврди да:
Не постоје позитивни цели бројеви a, b, и c такви да {\displaystyle a^{n}+b^{n}=c^{n}\;} где је  природан број већи од 2.
Математичар из 17. века Пјер де Ферма је писао о овој теореми 1637. године у својој копији Клод-Гаспар Башетовог превода познате Диофантове Аритметике: „Открио сам заиста невероватан доказ ове теореме који не може да стане на маргину ове стране“. (Оригинал латински: "Cuius rei demonstrationem mirabilem sane detexi hanc marginis exiguitas non caperet.") Без обзира на то, ниједан коректан доказ није пронађен следећих 357 година.
Ова тврдња је значајна јер су све друге Фермаове теореме биле утемељене, било помоћу доказа које је он дао, или помоћу доказа који су пронађени касније. Теорема није последња коју је Ферма дао, него последња која треба бити доказана. Теорема се уопштено сматра математичком поставком која је испровоцирала највећи број нетачних математичких доказа.

## Математички контекст
Последња Фермаова теорема је уопштење Диофантове једначине a2 + b2 = c2, која је повезана са Питагорином теоремом. Стари Грци и Вавилонци су знали да ова једначина има решења, као што су (3,4,5) (32 + 42 = 52) или (5,12,13). Ова решења су позната као Питагорејске тројке.
Док теорема сама по себи нема директну употребу (не користи се као доказ ни у једној другој теореми), показано је да је повезана са другим математичким темама.

## Рана историја
Теорему треба доказати за n=4 и за случај када је n прост број. Доказано је још давно да теорема важи за неке специјалне случајеве n, али општи случај је остао недокучив.
Сам Ферма је доказао случај n=4, док је Ојлер доказао теорему за n=3. Случај n=5 су доказали Дирихле и Лежандр 1825. године, а случај n=7 Габријел Ламе 1839. године.
Герд Фалтингс је 1983. године доказао Морделову претпоставку да за свако n > 2 постоји коначно много узајамно простих бројева a, b и c таквих да важи an + bn = cn.

## Доказ
Користећи софистициране алате алгебарске геометрије (посебно елиптичне криве и модуларне форме), теорију Галоа и Хеке алгебре, енглески математичар Ендру Вајлс (Andrew Wiles), са Универзитета Принстон, уз помоћ свог бившег студента Ричарда Тејлора, је извео доказ Фермаове последње теореме и објавио је 1995. године у часопису Annals of Mathematics
Кен Рибет је 1986. године доказао Герхард Фрејеву епсилон претпоставку да сваки контрапример
an + bn = cn последњој Фермаовој теореми води ка елиптичној кривој дефинисаној са:
што даје контрапример претпоставци Танијама-Шимура.
Последња претпоставка нуди дубоку везу између елиптичних кривих и модуларних форми.
Вајлс и Тејлор су успели да докажу један посебан случај Танијама-Шимура претпоставке довољан да искључи такве контрапримере који настају из Фермаове последње теореме.
Прича о доказу је занимљива колико и мистерија која прати саму теорему. Вајлс је провео седам година разрађујући све детаље самостално у апсолутној тајности (сем завршне фазе прегледа за шта је замолио помоћ Ника Каца, колеге са Принстона). Када је објавио доказ на три предавања одржаним на Кембриџу 21-23. јуна 1993. године, запањио је слушаоце бројем идеја и конструкција у свом доказу. Нажалост, детаљнијом провером је пронађена озбиљна грешка која је оборила првобитан доказ. Вајлс и Тејлор су потом провели годину дана у тражењу новог пута ка доказу. Септембра 1994. је доказ поново објављен са донекле измењеним техникама у односу на оне које је Вајлс користио у првом покушају.

## Да ли је Ферма заиста имао доказ?
Цитат на латинском:
(Немогуће је раздвојити куб на два куба, или 
четврти степен на два четврта степена, или уопштено, 
било који степен већи од два на иста таква два.

Открих уистину предиван доказ овога, 
но не нађох на маргини места, те га не написах овде.)
Постоје значајне сумње у Фермаову изјаву „Открих уистину предиван доказ“. Вајлсов доказ је дугачак 200 страна и његово разумевање захтева знања ван домашаја многих математичара данас. Могуће је да постоји доказ који је значајно краћи и користи елементарније методе. Обично први докази нису ни најкраћи ни најдиректнији.
Методе које је Вајлс користио су биле непознате у Фермаово време, и многи верују да је мало вероватно да је Ферма успео да изведе све неопходне предуслове за извођење дотичног доказа. Према речима Ендруа Вајлса: „То је немогуће, ово је доказ 20. века“. Алтернатива је да постоји једноставнији доказ који су сви математичари до сада превидели или је Ферма погрешио.
Претпоставља се да је Ферма извео погрешан, али наизглед прихватљив, доказ. Изведен је из погрешне претпоставке да постоји јединствена факторизација у свим прстеновима са природним бројевима у пољима алгебарских бројева. Ово је прихватљиво објашњење за многе стручњаке у теорији бројева, на темељу тога што су и многи изузетни математичари из ове области следили сличан пут.
Чињеница да Ферма никад није објавио овај доказ, нити јавно објавио да га има, наводи да је касније размислио и једноставно занемарио личну белешку на маргинама књиге. Касније, током живота, Ферма је објавио доказ за случај
{\displaystyle a^{4}+b^{4}=c^{4}}.
Да је стварно дошао до доказа за општу теорему, мало је вероватно да би објављивао доказ само за посебан случај. Мада, академске конвенције његовог доба нису исте као и оне после половине 18. века. Стога се овај аргумент не може узети као коначан.

## Фермаова последња теорема у фикцији
У епизоди "The Royale", серијала Звездане стазе: Следећа генерација, капетан Пикард наводи да теорема није решена 800 година. Вајлс је објавио доказ пет година по емитовању ове епизоде.
Потом је у другом серијалу Звездане стазе: Дубоки свемир Девет у епизоди Facets из јуна 1995. године лик Џадзиа Дакс коментарише да је нешто најоригиналнији приступ доказивању још од Вајлса, пре 300 година. То фанови схватају као танану исправку претходној омашки. Појављује се у једној епизоди британске серије Доктор Ху.

## Белешке
- Постоји бесконачно много природних бројева a, b, и c таквих да је {\displaystyle a^{n}+b^{n}=c^{n+1}\;} где је  природан број.
- Ако  није прост број ни 4, он има бар један делилац који је мањи од n а већи од 2. Нека је p такав делилац, и нека је m једнако n/p. Сада можемо једначину написати као . Ако можемо доказати случај за степен p, степен n је једноставно подскуп претходног случаја.